# 埃查里 (大西洋比利牛斯省)
埃查里（法語：Etcharry，法語發音：[etʃaʁi]）是法国大西洋比利牛斯省的一个市镇，属于巴约讷区。

## 地理
埃查里（43°19'24"N, 0°55'41"W）面积7.43 平方千米，位于法国新阿基坦大区大西洋比利牛斯省，该省份为法国东南部省份，涵盖了贝阿恩与北巴斯克，西临大西洋比斯開灣，北至朗德省，东北接热尔省，东临上比利牛斯省，南与西班牙接壤。
与埃查里接壤的市镇（或旧市镇、城区）包括：阿鲁-伊托罗茨-奥拉伊比、多姆赞-贝罗特、埃斯皮于特、圣格拉迪-阿里沃-米南。
埃查里的时区为UTC+01:00、UTC+02:00（夏令时）。

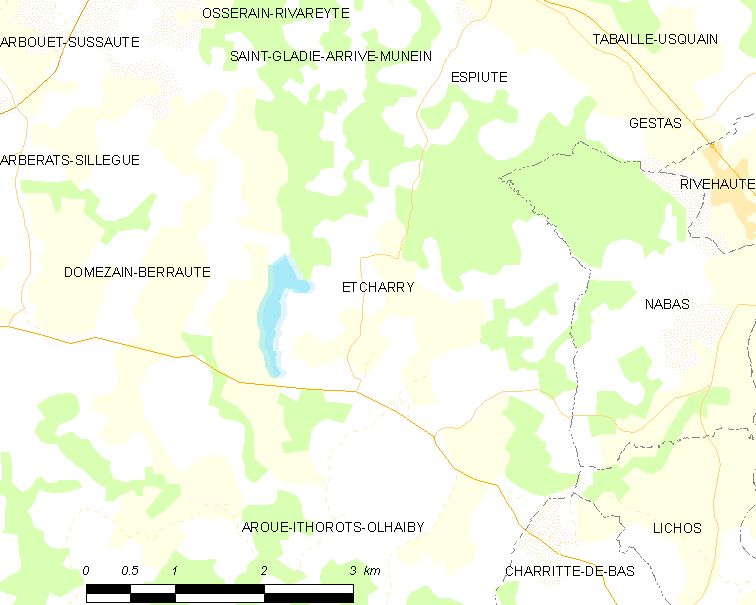
埃查里的OSM定位图

## 行政
埃查里的邮政编码为64120，INSEE市镇编码为64221。

## 政治
埃查里所属的省级选区为比达什地区-阿米库塞-奥斯蒂巴尔县。

## 人口

1962-2008年间埃查里人口变化图示

埃查里于2022年1月1日时的人口数量为147人。